# Carmentalia
De Carmentalia waren oude religieuze feesten die volgens de Romeinse feestkalender op 11 en 15 januari werden gevierd en stonden in het teken van de Romeinse godheid Carmenta (soms ook Carmentis genoemd). Voornamelijk vrouwen herdachten tijdens de Carmentalia deze godin aan welke de gaven van geboorte en toekomst werden toegeschreven (cf. infra). Haar heiligdom, dat tevens het centrum van feestelijkheden vormde tijdens de Carmentalia, was gelegen tussen het Capitool en de Tiber nabij de Porta Carmentalis.

## Een tweedaags feest
De Carmentalia vonden plaats op 11 en 15 januari. Het staat vast dat bijna alle feestelijkheden zich voltrokken op de oneven dagen van de maand, maar waarom hier een interval van drie dagen gangbaar was, is onduidelijk. Volgens H.H. Scullard moet men het reeds zeer lange bestaan van deze cultus indachtig houden. Hij pleit voor het oorspronkelijke bestaan van twee aparte feesten door twee verschillende gemeenschappen die pas later met elkaar zouden zijn versmolten.
In de overleveringen wordt vermeld hoe Euander na de dood van zijn moeder aan de voet van de Capitoolheuvel, in de buurt van de naar haar genoemde Carmentalispoort, een altaar liet oprichten (Dion. Hal., I 32.). Naar alle waarschijnlijkheid ging hier tevens het feest ter ere van zijn moeder mee samen dat gevierd werd op 11 januari. Volgens de Fasti Praenestini zou de feestdag op 15 januari zijn ontstaan naar aanleiding van de inname van Fidenae door een zegevierende Romeinse generaal. Of het hier om Romulus zou gaan is zeer de vraag. Minstens evenveel stemmen pretenderen dat het zou gaan om Mamercus Aemilius die in 317 of 328 v.C Fidenae innam. Niettemin geraakt men toch meer en meer overtuigd van een oudere tijdsituering, m.a.w. in het voordeel van Romulus of Ancus Marcius (ca. 640 – 616 v.C.). Doordat de naam van de overwinnaar op de kalender onleesbaar is geworden, is het onduidelijk welke overwinnaar werd bedoeld evenals in welke tijd deze inname moet gesitueerd worden daar deze stad verschillende keren in de Romeinse geschiedenis werd ingenomen.
Een meer poëtische, maar des te ongeloofwaardige interpretatie vindt men terug bij Ovidius (Ovid., Fasti I 617 ff.). Volgens deze Latijnse auteur ging de invoering van het festival op 15 januari, samen met de bouw van een tweede heiligdom, terug op de Romeinse matronen. Het senatusconsultum dat vrouwen verbood nog langer rijtuigen (carpenta, welke in de volksetymologie verkeerdelijk werden geassocieerd met Carmenta) te besturen lag aan de basis van het hele verhaal. Naar aanleiding van dit besluit weigerden de matronen nog langer kinderen te baren en zouden zij daarom abortus gepleegd hebben. De Senaat kon hierop niet anders dan de maatregel terug in te trekken en organiseerde daarenboven een verzoeningsfeest ter ere van Carmenta om de geboortecijfers terug aan te wakkeren. Het privilege om in deze tweewielige rijtuigen door de stad te trekken hadden zij verworven bij hun patriottistische daad ten tijde van de slag van de Veii. De gelofte die Camillus had gedaan aan Apollo kon enkel worden vervuld indien ook de matronae al hun gouden sieraden zouden offeren aan de godheid. Als tegenprestatie bood de Senaat vrouwen rijtuigen aan om zich te verplaatsen doorheen de stad. Dit privilege is gedurende twintig jaar afgeschaft tijdens de Punische Oorlog. Het is op deze periode dat Ovidius zijn verhaal van de matronen die als protest niet langer wilden samenwonen met hun echtgenoot, heeft gebaseerd.
Eveneens op 15 januari werd geofferd voor de zussen of metgezellinnen van Carmenta, genaamd Porrima en Postverta bij Ovidius, Antevorta en Postvorta bij Hyginus. Zij werden respectievelijk geassocieerd met de geboorte in directe ligging (met het hoofdje eerst) en deze in stuitligging. Bijgevolg beschikten zij als godinnen, die hielpen bij de geboorte, elk over een eigen altaar.
Enigszins merkwaardig is het feit dat de Carmentalia, in hoofdzaak een feest ter ere van een geboortegodin, wordt gevierd midden in de winter. Toch is de verklaring voor de hand liggend, aangezien het geweten is dat in de Romeinse tijd huwelijken vrij frequent voorkwamen in april in tegenstelling tot mei of begin juni.

## Heiligdom, cultus en rituelen
Het bijhorende heiligdom dat Euander liet bouwen ter ere van zijn moeder, gelegen in het Forum Boarium, en waaraan tevens de eerste feestdag, namelijk deze op 11 januari, werd gekoppeld is verschillend van dat dat door de matronen werd opgericht ter ere van Carmenta als geboortegodin dicht bij de Porta Carmentalis (Plut., Quaest. Rom. 56.). Bij deze laatste hoort bijgevolg de tweede feestdag (cf. supra) die plaatsvond op 15 januari.
De cultus zelf kenmerkt zich door enkele specifieke ritueelvoorschriften. Zo was er sprake van een verbod op het dragen van leder bij het betreden van de tempel (Varro, Ling. Lat. VII 84.) evenals alle omen morticinum (voortekens in verband met de dood). De reden hiervoor was dat alle voorwerpen die in verband konden worden gebracht met de dood een negatieve invloed zouden gehad hebben op de geboorte, de dood is immers tegengesteld aan de geboorte. Daar leder afkomstig is van dode dieren, kon het niet getolereerd worden in de tempel. Niet alleen leder, maar alle huiden (scortea) van dieren zouden uit de cultusplaats geweerd zijn geweest. Toch dient men deze interpretatie niet blindelings te vertrouwen daar scortum naast huid ook prostituee betekende. Evengoed zou het dus kunnen dat men verplichtte dat de biddende vrouwen kuis dienden te zijn.
Carmenta bezat een eigen flamen Carmentalis die tijdens het feestoffer werd bijgestaan door enkele pontifices (hogepriesters). Er moet worden opgemerkt dat de kans dat Carmenta tijdens de Keizertijd nog levendig gevierd werd eerder klein is aangezien geen enkele votiefinscriptie ter ere van deze godheid uit die tijd tot ons gekomen is.

## De godin Carmenta
Volgens de meest verbreide overlevering zou de Arcadische nimf Carmenta de moeder zijn geweest van oud-Latijnse vorst Euander. Samen zouden zij naar Italië verhuisd zijn en zich daar gevestigd hebben aan de Palatijnheuvel te Rome zestig jaar voor het uitbreken van de Trojaanse Oorlog. Het zou op deze plaats geweest zijn dat Euander later Aeneas zou hebben verwelkomd. Volgens de mythe zou Carmenta hier via haar zoon het Latijnse alfabet met vijftien letters hebben overgeleverd. Het is onduidelijk of Hermes moet worden aanzien als de vader al dan niet grootvader van Euander, en in het tweede geval dus vader van Carmenta. Hoe dan ook werd door het aanwenden van deze familieband geclaimd dat de godin pas in Rome de naam ‘Carmenta’, samen met de gave van de voorspelling, zou gekregen hebben. Haar oorspronkelijke naam zou Nikostrate geweest zijn (Plut., Romulus 21, Quaest. Rom. 56.). Over hoe de verdere verhouding tussen haar en Euander precies moet omschreven worden, werd nergens consensus bereikt. Sommigen maken Euander tot echtgenoot van Carmenta (Plut., Romulus 21), anderen beweren dat Euander door zijn moeder werd opgedragen zijn vader te vermoorden (Servius, ad Aeneis VIII 337.) en nog anderen pretenderen dat Carmenta zelf op 110-jarige leeftijd door haar zoon werd omgebracht (Servius, ad Aeneis VIII 51.).
De etymologie van Carmenta’s naam is hoogstwaarschijnlijk afkomstig van carmen, wat zowel voorspelling als gedicht (lied) kan betekenen. Carmenta werd in verband gebracht met drie functies, zij werd aangezien als bronnen-, geboorte- en voorspellingsgodin. De combinatie van deze laatste twee gaven is niet verwonderlijk te noemen daar het goed mogelijk was dat vrouwen Carmenta raadpleegden om een gunstig lot te verkrijgen voor hun ongeboren kind. De bewering dat zij een bronnengodin zou zijn geweest werd enkel afgeleid uit het feit dat Vergilius haar omschreef als een nimf. Bij Pettazzoni vindt men nog een andere interpretatie van deze godin terug. Hij gaat er namelijk van uit dat Carmenta een maangodin zou zijn geweest. Aanwijzingen hiervoor vond hij terug op munten. Anteverta en Postverta zouden dan de betekenis hebben gekregen van luna crescens en luna decrescens. Hoe dan ook bleek deze verklaring niet zeker genoeg om zonder meer als waar aan te nemen.